# ハンナ・チャップリン
ハンナ・チャップリン（Hannah Chaplin, 1865年8月11日 - 1928年8月28日）は、イギリスの舞台女優。喜劇王チャールズ・チャップリン（以降チャーリー）と、同じく喜劇俳優となった異父兄シドニー・チャップリン（以降シドニー）、チャーリーの片腕として活躍した異父弟ウィーラー・ドライデンの母でもある。

## 生涯
ハンナ・チャップリンは1865年8月11日、ハンナ・ハリエット・ペドリンガム・ヒル (Hannah Harriet Pedlingham Hill) としてロンドン・ウォルワース区のカムデン・ストリート11番地にて、靴職人の父チャールズ・フレデリック・ヒルと母メアリー・アン・ヒルの間に生まれる。ヒル家は貧しく、ロンドンの中で引っ越しを頻繁に行っていた記録がある。また、チャールズ・フレデリックとメアリー・アンはともに二度目の結婚であり、兄弟には父同様に靴職人となった兄ヘンリーと、5歳年下の妹ケイトがいた。
成長したハンナは妊娠し、1885年3月16日にブランドン・ストリート57番地でシドニーという男子を出産する。のちのシドニー・チャップリンであるが、シドニーは父親の素性について「ホークスという金持ちの出版業者」で「トランスヴァールに駆け落ちした」末に結ばれたと聞かされているが、それ以上のことは不明。シドニーを出産して約3か月後、ハンナはチャールズ・チャップリン（以降チャールズ）と再婚する。やがて、ハンナは「リリー・ハーレー」 (Lily Harley) という芸名を名乗ってチャールズとともにミュージックホールの女優となるが、チャールズとは違ってどちらかといえば地方をドサ回りする程度の格の芽の出ない女優だったと考えられ、一瞬だけ名前入りの広告が出された以外は存在感はほとんどなかった。ハンナには、マネージャーを共有していたイーヴァ・レスターという女優仲間がいたが、イーヴァには圧倒的に差をつけられていた。
1889年4月16日、ハンナはイースト・レーンで2人目の男子を出産。のちの喜劇王「チャーリー」チャールズ・チャップリンである。チャーリー出産後、チャールズがよい契約を結んで金回りも多少良くなったが、ハンナは忙しくなったチャールズの度重なる留守で暇を持て余したのか、やがてチャールズの芸人仲間で、やはり人気の出ていたレオ・ドライデンと不倫関係になった。チャーリーを産んで3年後の1892年8月31日、ハンナは3人目の男子ジョージ・ウィーラー、のちのウィーラー・ドライデンを出産した。しかし、ハンナは間もなくレオ・ドライデンと不仲となり、チャールズからの仕送りも途絶えて収入の道が断たれ、さらに両親の離婚問題や母メアリー・アンの飲酒癖からくる放蕩問題も起こっていた。ハンナは教会のバザーなどで得たささやかな稼ぎでシドニーとチャーリーを育て、舞台への復帰も目論んでいたが、1894年のある日にイギリス陸軍の兵士が主な観客の舞台に出演した際に声をつぶして野次を浴びせかけられ、ハンナは引っ込まざるを得なかった。舞台の主催者はハンナについてきていた少年チャーリーを急遽舞台に立たせ、これがチャーリーの「初舞台」となった。1896年2月8日にクラブのダンサーとして一踊りしたあと、ハンナは精神的な病気を患い、6月の末にランベスの矯正院に収容されることとなった。ハンナが収容されたことによりシドニーとチャーリーは、クロイドンやハンウェルにある孤児を対象とした学校に通うようになった。ハンナの精神状態は波のようなもので、1898年9月には悪い兆しが見えてベドラムに入院させられていたものの、2か月後の11月には退院している。
1901年5月9日、数年来運に見放されて酒浸りになっていたチャールズは38歳で死去する。シドニーは船乗りとなっており、チャーリーも「エイト・ランカシア・ラッズ」の一員となって、ともに一定の稼ぎがあった。このころのハンナの状態は落ち着いていたが、1903年ごろから再び悪化の兆しを見せ始める。航海から帰ってきたシドニーは、病が悪化しているハンナを見たあと、船乗りから足を洗って俳優への道を歩むようになった。ハンナの状態は1904年初頭には穏やかになっていたが、1905年に入ってさらに悪化し、サリー州ケインヒルの病院に収容される。この収容以降、ハンナの状態は快方に向かうことはなく、1912年にペカム・ロードにある病院に移されるまでケインヒルで過ごすことなった。終わりの見えないハンナの療養生活が続く間、チャーリーは1913年に映画界にデビューして、紆余曲折の末に喜劇王への道をひた走ることとなる。相前後してシドニーも映画入りし、シドニーとチャーリーは1915年ごろにはハンナ宛の週30シリングの送金を不定期ながら行っていた。ところが、妹のケイトが亡くなったことや、送金に関する問題が浮上したこともあって、シドニーとチャーリーはハンナをアメリカに呼び寄せることを計画する。シドニーと顧問弁護士が奔走した結果、1921年になってようやくハンナのアメリカ入国が認められることとなり、3月になってハンナはアメリカの土を踏むこととなった。チャップリン研究家の大野裕之は、ハンナのアメリカへの入国問題が、チャーリーがハンナの入国申請を行ったころに製作中だった映画『移民』に少なからぬ影響を与えたと示唆する。
アメリカ到着の際、移民局の役人をイエス・キリストと思い込んだこと以外は大きな騒動を起こさなかったハンナは、シドニーとチャーリーが用意したカリフォルニア州グレンデールの邸宅に落ち着き、シドニーとチャーリーはもちろんのこと、ウィーラー・ドライデンとも再会した。グレンデールに移ってからのハンナは比較的穏やかな生活をし、シドニーや当時のチャーリーの妻であったリタ・グレイらとよく会話をして昔話をすることが多かった。1928年8月28日、ハンナは側近を従えて見舞いに来たチャーリーに看取られ、グレンデールの病院において63歳で亡くなった。墓はハリウッド記念墓地にあるが、ハンナが生前自分の年齢を常にごまかして言っていたせいか、墓石の生没年表記は「1866 1928」と刻まれている。
1992年公開のリチャード・アッテンボロー監督による伝記映画『チャーリー』では、チャーリーの娘ジェラルディン・チャップリンがハンナを演じた。

## チャーリーから見たハンナと、その影響
チャーリーはハンナについて、1915年には「私が知っている中で最高にすばらしい女性」であるとし、1918年にも「もし母親がいなかったら私がパントマイムで名を成していたかどうか疑わしい。ことパントマイムに関する限り、母は自分がこれまでに出会ったなかで最高の名人」であるとした。観察力の鋭さにも敬服しており、時にはその観察力が発端となった噂話が出回ることもあったという。貧乏生活が続く中でも常に明るく振る舞おうと努力し、ハンナ自身がこれまでに歌った歌や演じた役柄をシドニーやチャーリーに見せたことを、チャーリーは世界的巨匠となった晩年になっても覚えていた。症状が落ち着いていた時には鋭いことを言うこともあり、「もしおいしいお茶の一杯でも飲ませてくれていたら、病気になどならなかっただろうに」とつぶやいたことを、チャーリーは生涯忘れることはなかった。ただし、チャーリーが映画撮影でお馴染みの「チャーリー」の恰好をしていることについては、「普段から貧乏な恰好をしている」と思い込んでいたのか「新しい服を買ってやる」と言うこともあった。ハンナが亡くなった際、チャーリーは悲しみのあまり数週間も落ち込んでいたという。
チャーリーの作品および私生活における女性観において、ハンナの影響力の強さは初恋の女性ヘティ・ケリー（1893年 - 1918年）と双璧と言ってもよく、1952年製作の『ライムライト』でヒロインのテリー役を務めたクレア・ブルームによれば、チャーリーは衣装合わせの際に頻繁にハンナとヘティの名前を出している。また『独裁者』で主人公の床屋の恋人（出演：ポーレット・ゴダード）の名前をハンナにしている。